# François de La Baume
François de La Baume († 1587 in Montélimar) war ein französischer Adliger, Militär und Gouverneur. Er war Seigneur de Suze, das für ihn zur Grafschaft Suze erhoben wurde.

## Leben
François de La Baume war der Sohn von Guillaume de La Baume de Suze, Seigneur de Suze, und Catherine Alleman d’Alabaron. Er war Mitglied im Conseil Privé des Königs, Kapitän einer königlichen Ordonnanz von 50 Bewaffneten, Amiral des Mers du Levant. Seine militärischen Aktivitäten richteten sich in erster Linie gegen die Hugenotten, die er in der Schlacht von Cederon (heute Séderon, Dauphiné) und der Schlacht von Saint-Gilles (Languedoc, September 1562) besiegte, ebenso wie die Hugenottenführer François de Beaumont, Baron des Adrets, und Charles du Puy-Montbrun, Seigneur de Montbrun.
Im Dezember 1572 wurde die Seigneurie Suze zur Grafschaft Suze erhoben. Von 3. Juni 1578 bis 1579 war er königlicher Gouverneur der Provence und in Personalunion Gouverneur des dem Papst unterstehenden Avignon und Comtat Venaissin; er übte das Amt jedoch nicht aus, da er von den Provenzalen nicht anerkannt wurde. Am 20. Mai 1580 unterzeichnete er sein Testament. Am 21. Dezember 1581 erhielt er die Mitgliedschaft im Orden vom Heiligen Geist, am 31. Dezember erfolgte die formelle Aufnahme.
François de La Baume, Comte de Suze, starb 1587 an Verwundungen, die er sich bei der Verteidigung von Montélimar gegen die Hugenotten zugezogen hatte.

## Familie
Am 14. Juni 1551 heiratete er Françoise de Lévis, Tochter von Gilbert de Lévis, Comte de Ventadour (1501–1547) und Suzanne de Lare-Cornillon († 1557); ihre Kinder sind:
- Ferdinand-Rostaing de La Baume de Suze, † 1577 bei der Belagerung von Issoire
- Rostaing de La Baume († 1622), Comte de Suze et de Rochefort; ⚭ (1) Catherine dite de Grolée de Meuillon ; ⚭ (2) 23. Oktober 1583 Madeleine des Prez, Tochter von Melchior des Prez, Seigneur de Montpezat, und Henriette de Savoie-Villars, Marquise de Villars, Comtesse de Tende
- Antoine de La Baume de Suze, Seigneur de Baulmes; ⚭ 18. Juni 1618 Marie de Laire, de Guiffrey et de Glandage
- Georges de La Baume de Suze, Baron d’Apts; ⚭ Jeanne de Maugiron, Tochter von Laurent de Maugiron, Ritter des Ordens vom Heiligen Geist, Lieutenant-général der Dauphiné, Schwester von Louis de Maugiron
- Marguerite de La Baume de Suze; ⚭ 25. November 1589 Pompée de Pontevès † nach 1605, Seigneur de Buoux
- Louise de La Baume de Suze; ⚭ 18. Januar 1572 Antoine de Sassenage, Baron du Pont-en-Royans (Haus Sassenage)
- Charlotte Catherine de La Baume de Suze; ⚭ 15. November 1594 Antoine de Grimoard de Beauvoir du Roure (1570–1616), Seigneur de Saint-Brest
- Catherine ; ⚭ Claude Alleman, Baron d’Urlage
- Françoise de La Baume de Suze; ⚭ 11. Juli 1598 Christophe de Castillon (1567–1617), Seigneur de Vauclause et de Villeneuve en Provence